# Nacionalni park Gombe Stream
Nacionalni park Gombe Stream ili Nacionalni park Gombe (engleski: Gombe Stream National Park, Gombe National Park) jedan je od nacionalnih parkova Tanzanije, a nalazi se na zapadnome dijelu regije Kigoma, 20 km zapadno od grada Kigoma. Nacionalni park osnovan je 1968. godine i jedan je od najmanjih u Tanzaniji, s površinom od 35 km2, a proteže se i duž istočne obale jezera Tanganjika. Na području nacionalnoga parka dominiraju strme doline, a šumska vegetacija kreće se od travnatih do područja tropskih kišnih šuma. Zbog guste šume, pristup parku moguć je samo preko jezera, a najpoznatiji je po tome što je na njemu Jane Goodall proučavala zajednicu čimpanzi Kasakela, koja je opisana u više knjiga, prikazana u dokumentarnima filmova i emisijama.
Nacionalni park Gombe Stream ima visoku razinu bioraznolikosti, što je čini sve popularnijome turističkome destinacijom. Osim čimpanza, primati koji su nastanjeni u nacionalnome parku uključuju vrste maslinaste pavije (Papio anubis), pripadnike roda Piliocolobus, crno bijelu gverezu (Colobus guereza), Cercopithecus ascanius, Cercopithecus mitis, i pripadnike roda Chlorocebus. Također je poznato da postoji hibrid vrsta majmuna na ovome području, nastala od crvenorepih i plavorepih majmuna.
U nacionalnome parku zabilježeno je 200 vrsta ptica i vrsta svinje Potamochoerus larvatus. Također, nacionalni park je dom velikome broju vrsta zmija, nilskoga konja i leoparda.
Posjetitelji u nacionalnome parku mogu posjetiti šumu kako bi vidjeli čimpanze, da plivaju i rone na jezeru Tanganjika, gdje je nastanjeno oko 100 vrsta ciklidi riba.

## Istraživanje Jane Goodall u nacionalnome parku
Jane Goodall prvi put je putovala u Tanzaniju 1960. godine u dobi od 26 godina, bez službene obuke. U to doba, prihvaćeno je da su ljudi nesumnjivo slični čimpanzama i da dijele gotovo isti genski kod. Međutim, malo je bilo poznato o ponašanju čimpanze ili strukturi zajednice. U vrijeme kada je započela istraživanje, istaknula je da nije bilo dozvoljeno da se u etnološkima krugovima razgovara o umu životinja, niti je bilo ispravno o tome razmišljati. Međutim, njeno istraživanje je na kraju ukazalo na intelektualnu i emotivnu sofisticiranost čimpanzi. Uz podršku poznatoga antropologa Louisa Leakeyja, ona je osnovala malu istraživačku stanicu u Gombeu u nadi da će više saznati o ponašanju životinja, naročito čimpanzi. U okviru kampa provela je nekoliko mjeseci, pratila skupine čimpanzi, a posebno zajednicu Kasekela. Iz nje pratila je njihove svakodnevne navike, sve dok je zajednica nije prihvatila.

### Rezultati istraživanja
Bez stručne obuke, Goodall je vodila istraživanje i primijetila mnoge stvari koje su promakle znanstvenicima. Umjesto da brojem obilježi čimpanze koje je promatrala, ona im je dala imena kao što su Fifi i David Greybeard. Zapazila je da imaju jedinstvene i individualne osobnosti, što je u to vrijeme bila nekonvencionalna ideja. Promatrala je ponašanja kao što su zagrljaj, poljupci, tapkanje po leđima, pa čak i škakljanje, ono što smatramo ljudskima aktivnostima. Goodall inzistira da su ove geste dokaz o emocionalnima vezama između članova obitelji ili drugih pojedinaca u zajednici, i da mogu trajati tijekom čitavoga života. Ova analiza ukazala je da između ljudi i čimpanza postoje sličnosti, ne samo u genima, već i u emocijama, inteligenciji, obiteljskima i društvenima odnosima.
Istraživanje u Gombe Streamu najbolje je poznato znanstvenoj zajednici zbog pobijanja dva dugogodišnja uvjerenja: samo ljudi mogu konstruirati alate i čimpanze su vegetarijanci. Čimpanze koriste grančice koje čak i oblikuju kako bi pomoću njih mogli „pecati” termite.
Goodall je također pronašla i agresivnu stranu prirode čimpanzi u Gombe Streamu. Otkrila je da čimpanze sistematski love i jedu manje primate, kao što su majmuni roda Piliocolobus, što je dovelo do preispitivanja prethodne koncepcije prehrane i ponašanja čimpanzi. Također je primijetila da dominantne ženke namjerno ubijaju mlade drugih kako bi održale svoju dominaciju. Ona u svojima memoarima opisuje i rat čimpanza koji se odvijao od 1974. do 1978. godine. Njeni nalazi su potpuno preokrenuli znanja o ponašanju čimpanzi i bili su dodatni dokaz društvene sličnosti između ljudi i čimpanza, samo na mnogo mračniji način.
Oslobođena od konvencionalnih normi istraživanja, razvila je blisku vezu s čimpanzama i uspjela je postati jedini čovjek koji je ikada prihvaćen u zajednici čimpanzi. Bila je najniži član njihove hijerarhije u razdoblju od 22 mjeseca.

### Beneficije istraživanja za nacionalni park
Goodall je živjela u Nacionalnome parku Gombe Stream punih 15 godina i za to vrijeme sakupila izuzetno vrijedne podatke o čimpazama koje nastanjuju park. Godine 1967. osnovala je istraživački centar Gombe Stream, za koordinaciju istraživanja čimpanzi u parku. Park već više od 40 godina vode obučenih ljudi i istražuju životinjski svijet u njihovome okruženju. Sakupljen je veliki broj rijetkih i vrijednih podataka o životu, lovu i odnosu između majke i djece čimpanzi. Ovo istraživanje promijenilo je globalno razmišljanje i princip istraživanja čimpanzi u čitavome svijetu. Centar također provodi istraživanja populacije pavijana. Istraživanje ovoga centra, 35 doktora znanosti pretvorilo je u teze, a stvoreno je više od 400 znanstvenih radova i napisano 30 knjiga.

## Zaštita nacionalnoga parka
Bioraznolikost nacionalnoga parka Gombe Stream prvenstveno je ugrožena zbog čovjeka. Iako čak 25% površine Tanzanije čine prirodni rezervati i nacionalni parkovi, broj divljih životinja i dalje se smanjuje. Problem leži u tome što u Tanzaniji ne postoji suradnja između upravama nacionalnih parkova s vladinima sektorima i ruralnima zajednicama. Posjedi seljaka nalaze se na prostoru nacionalnih parkova i u njihovoj okolini, pa tako predstavljaju prepreke za životinje koje putuju između zaštićenih područja. Veliki broj mještana koji žive u okolici nacionalnoga parka su siromašni, žive od lova, a ubijaju životinje i iz nepotrebnih razloga.

## Galerija
- Ulaz u nacionalni park
- Jedan od objekata istraživačkoga centra
- Kakombe vodopad
- Natpis s karakteristikama nacionalnoga parka
- Istočna čimapnza (Pan troglodytes schweinfurthii)

## Vanjske poveznice
- Službena web stranica
- Nacionalni park Gombe Stream na službenoj web stranici Turističke agencije Tanzanije